# Міжселенна територія Верхньокетського району
Міжселенна територія Верхньоке́тського району (рос. Межселенная территория Верхнекетского района) — сільське поселення у складі Верхньокетського району Томської області Росії.
Населення міжселенної території становить 0 осіб (2019; 0 у 2010, 3 у 2002).
Станом на 2002 рік присілок Куроліно утворювало окрему Куролінську сільську раду.

## Склад
До складу міжселенної території входять:
| Населений пункт    | Населення, осіб (2002) | Населення, осіб (2010) | Населення, осіб (2019) |
| ------------------ | ---------------------- | ---------------------- | ---------------------- |
| Куроліно, присілок | 3                      | 0                      | 0                      |